# José Díaz (rugby à XV)
Pour les articles homonymes, voir José Díaz et Díaz.
Pas d'image ? Cliquez ici

a Compétitions nationales et continentales officielles uniquement.

b Matchs officiels uniquement.
José Díaz, né le 31 mars 1963 à Valence, est un joueur espagnol de rugby à XV qui évolue au poste de troisième ligne aile. Il compte plusieurs sélections en équipe d'Espagne, et joue pendant sa carrière au sein du club du Castres olympique.

## Biographie

### Début au CO et l'Aviron Castrais
Au collège, en 6e, des jeunes joueurs du CO proposent à José Diaz de rejoindre le club. Il ne connaissait pas le rugby particulièrement et accepte. Le jeune José Diaz évolue d'abord chez les minimes jusqu'aux espoirs du CO. Il rejoint le club de Revel puis retourne à Castres afin de jouer à l'Aviron Castrais. 
C'est Alain Gaillard, entraîneur du CO, qui recrute José Diaz pour ses qualités de leader et son fort caractère.

### Champion de France du Groupe B 1989
José Díaz évolue au Castres Olympique de 1986 à 2002.
Il participe alors à progressive ascension du CO.
D’abord champion de France du groupe B en 1989 contre la Section paloise, le CO se hisse, dès la saison 1989-1990, en huitièmes de finale contre le Racing club de France futur champion de France. 
Lors de la saison 1991-1992, il est toujours titulaire à l’aile de la troisième ligne castraise malgré le recrutement de grand standing effectué par le président Revol (Said Filali, Alain Carminati etc..) Castres échoue en demi-finale contre le RC Toulon futur champion de France. 

### Champion de France 1993, après une finale polémique
Avec le Castres Olympique, il participe ensuite au titre de champion de France en 1993 contre le FC Grenoble. José Diaz soulève le Bouclier de Brennus au Parc des Princes à Paris. 
Castres, qui a éliminé plus tôt dans la saison le même club isérois en quart de finale du Challenge Yves du Manoir s'impose sur le score de 14 à 11 avec notamment un essai refusé au grenoblois Olivier Brouzet et un essai controversé du All Black Gary Whetton en faveur des Castrais, Daniel Salles, l'arbitre de la rencontre, reconnaissant vingt ans plus tard, en 2013, avoir alors commis une erreur d'arbitrage et avoir été influencé par les supporters agenais qui se plaignaient du jeu trop physique des Grenoblois.

### Finaliste du Challenge Yves du Manoir 1993
Le CO champion de France dispute également la finale du Challenge Yves du Manoir perdue contre le Stade toulousain sur le score de 13 à 8.
Cette même l’année, il est classé par le Midi Olympique 3e meilleur troisième ligne aile du championnat de France.

### Vice-champion de France 1995
Deux ans plus tard, José Diaz dispute avec le Castres olympique du capitaine Francis Rui la finale 1995 contre le Stade toulousain perdue 16-31.

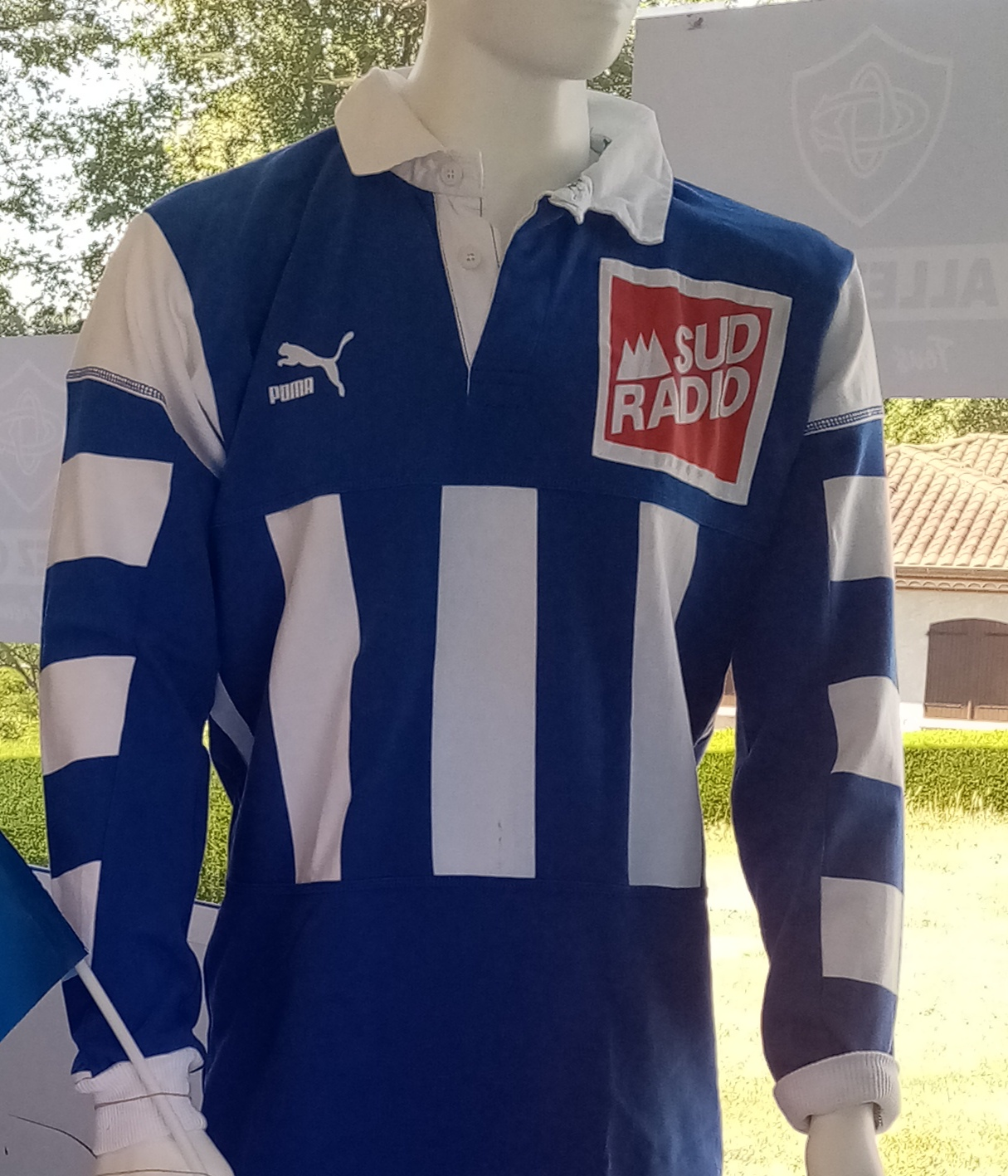
Maillot du Castres Olympique finaliste du championnat de France 1995

### Sélection avec les Barbarians et l'Espagne
José Diaz obtient sa première cape internationale le 8 novembre 1997 à l’occasion d’un match contre l'équipe d'Andorre. Il dispute ensuite la coupe du monde 1999.
En mai 2000, il est sélectionné avec les Barbarians français pour jouer le Pays de Galles au Millennium Stadium de Cardiff. Les Baa-Baas s'inclinent 40 à 33.

### Demi-finaliste du Championnat de France et de la Coupe d'Europe 2001-2002
José Diaz fait partie des vétéran du CO demi-finaliste du championnat de France contre Toulouse en 2001 et demi-finaliste de la Coupe d'Europe contre le Munster en 2002. 

### Reconversion dans la formation des jeunes du CO
Après sa carrière de joueur (à 39 ans), il devient entraîneur et s'occupe de l'équipe Reichel du Castres olympique avec qui il remporte le titre de champion de France des moins de 21 ans en 2008 et 2009[réf. nécessaire].
Il entraine les espoirs du club depuis 2009-2010.

### Vie privée
José Diaz gère un célèbre bar à l'ambiance espagnole en centre-ville situé à proximité du siège du CO et du stade Pierre-Fabre.

## Palmarès

### En tant que joueur
- Championnat de France de rugby à XV de première division : 
  - Champion (1) : 1993[8]
  - Finaliste (1) : 1995
  - Demi-finaliste (2) : 1992 et 2001

- Championnat de France de rugby à XV du groupe B : 
  - Champion (1) : 1989

- Challenge Yves du Manoir :
  - Finaliste (1) :  1993
  - Demi-finaliste (1) :  1994

- Challenge européen :
  - Finaliste (2) :  1997 et  2000
- Coupe d'Europe :
  - Demi-finaliste (1) :  2002

### En tant qu'entraîneur
- Championnat de France Reichel :
  - Champion (2) : 2008 et 2009

## Statistiques en équipe nationale
- 10 sélections
- 5 points (1 essai)
- Sélections par année : 1 en 1997, 2 en 1998, 7 en 1999
- participation à la Coupe du monde de rugby 1999 (3 matchs)